# 厉志成
厉志成（1928年10月—2022年12月30日），男，浙江宁波人，中华人民共和国政治人物，曾任江西省工商业联合会会长，江西省政协副主席，第七、八届全国政协委员，第九届全国人大代表。